# Пусторослевы
Пусторослевы — русский дворянский род из Тверских бояр.
Род внесён в Бархатную книгу. При подаче документов (1688) для внесения рода в Бархатную книгу, была предоставлена совместная родословная роспись Житовых (торопчан), Шишковых и Пусторослевых.
Род внесён в VI и II части родословных книг Московской и Калужской губерний.

## Происхождение и история рода
Их предком был некий Юрий Лозынич, родом с Волыни, переехавший в Тверское княжество после завоевания Волыни литовцами в начале XIV века. Его сын Гавриил Юрьевич находился боярином у Тверского князя Василия Михайловича (1348—1367). Потомок родоначальника в VIII колене Фёдор Михайлович Бороздин-Слепой, по прозвищу Пусторосль, стал родоначальником Пусторослевых. Потомки его писались уже не Бороздиными, а Пусторослевыми. Представители рода служили в разное время головами и воеводами.

## Описание герба
В щите, имеющем голубое поле, изображены два серебряные полумесяца, рогами один к другому обращённые, и между ними две золотые шестиугольные звезды (изм. польский герб Лелива).
Щит увенчан дворянскими шлемом и короной. Нашлемник: три страусовых пера. Намёт на щите голубой, подложенный золотом. По сторонам щита поставлены два воина в латах, держащие в руках меч и копьё. Герб рода Пусторослевых внесён в Часть 7 Общего гербовника дворянских родов Всероссийской империи, стр. 12.

## Известные представители
- Сергей Иванович Бороздин (ум. 1461) — предок рода Пусторослевых, в иноках Савва, основал пустыню (впоследствии монастырь Савво-Вишерский), на реке Вишер, в 7 верстах от Новгорода, причислен к лику святых.
- Пусторослев Андрей Фёдорович — воевода в Погорелом Городище (1615—1617), в Торжке (1625), в Старице (1627—1628), в Луху (1629)[6].
- Пусторослев Степан Александрович — воевода, за рану полученную в Чигиринском походе, награждён от царя Фёдора III прибавкой к поместному и денежному окладу (150 четвертей земли и 13 рублей)[1].
- Пусторослев Пётр Павлович — (1854—1928) — юрист.